# 普里維特內 (羅夫諾州)
50°36′32″N 25°37′49″E / 50.60889°N 25.63028°E
普里維特內（羅馬化：Pryvitne）是烏克蘭西部里夫內州杜布諾區的村莊。該村始建於1629年，面積15.47平方公里，海拔高度234米，2001年人口409。